# Klingerselet
Klingerselet är en sjö i Strömsunds kommun i Ångermanland och ingår i Ångermanälvens huvudavrinningsområde. Sjön har en area på 0,238 kvadratkilometer och ligger 327,3 meter över havet. Sjön avvattnas av vattendraget Sjoutälven.

## Delavrinningsområde
Klingerselet ingår i det delavrinningsområde (714904-148218) som SMHI kallar för Utloppet av Klingerselet. Medelhöjden är 419 meter över havet och ytan är 4,06 kvadratkilometer. Räknas de 169 avrinningsområdena uppströms in blir den ackumulerade arean 836,32 kvadratkilometer. Sjoutälven som avvattnar avrinningsområdet har biflödesordning 3, vilket innebär att vattnet flödar genom totalt 3 vattendrag innan det når havet efter 241 kilometer. Avrinningsområdet består mestadels av skog (94 procent). Avrinningsområdet har 0,24 kvadratkilometer vattenytor vilket ger det en sjöprocent på 5,9 procent.